# Kostel svatého Michaela archanděla (Špičák)
Poutní kostel svatého Michaela archanděla měl vyrůst na Špičáku v západní části vojenského újezdu Hradiště v Doupovských horách. Základní kámen budoucího římskokatolického kostela požehnal 26. srpna 2012 pražský arcibiskup, kardinál Dominik Duka za účasti ministra obrany Alexandra Vondry. Kostel sv. Michaela archanděla, který je patronem vojáků, výsadkářů a bezpečnostních sil, má sloužit jako cíl církevních poutí a také k vojenským ekumenickým mším. Základní kámen pochází ze zdiva kostela Nanebevzetí Panny Marie, který stál na horním konci náměstí zaniklého města Doupov.
Iniciátorem projektu na obnovení duchovního místa je „Spolek pro stavbu poutního kostela v Doupovských horách“, který vznikl v roce 2011. Poslední zprávy o projektu se však datují k roku 2014 a není jasné, zda projekt pokračuje.